# Jiepie-ja-hee
Jiepie-ja-hee is het veertiende cd-album van de serie Samson en Gert. Het album verscheen op 13 juni 2003. Op het album zijn de stemmen van Danny Verbiest als Samson en Gert Verhulst als Gert te horen. De teksten zijn vooral van Danny Verbiest, Gert Verhulst, Hans Bourlon, Ivo de Wijs en Alain Vande Putte. De muziek is vooral van de hand van Johan Vanden Eede, Fonny de Wolf en Miguel Wiels. In sommige liedjes zingt het koor de Dansschool kids mee. Dit is tevens het laatste album (verzamelalbums niet meegeteld) waarop Danny Verbiest als Samson te horen is.

## Tracklist
| 1.                       | Jiepie-ja-hee          | 3:28 |
| 2.                       | Klaar voor de start    | 3:02 |
| 3.                       | Vrijdag de dertiende   | 2:43 |
| 4.                       | Feestje voor de wereld | 3:13 |
| 5.                       | Muizen                 | 3:00 |
| 6.                       | Samson city            | 2:49 |
| 7.                       | Radio                  | 3:47 |
| 8.                       | Au                     | 2:16 |
| 9.                       | Helemaal van slag      | 3:16 |
| 10.                      | Ik moet plassen        | 3:11 |
| 11.                      | Hatsjie                | 3:08 |
| 12.                      | Gekkebekkentrekken     | 2:08 |
| Totale duur: circa 36:00 |                        |      |

## Hitnotering
Dit album stond in België van 28 juni 2003 tot 16 augustus 2003 (8 weken) in de Ultratop 50 (Vlaanderen) waarvan het 2 weken op nummer 5 stond.